# Rue Fragonard
La rue Fragonard est une voie du 17e arrondissement de Paris, en France.

## Situation et accès
La rue Fragonard est une voie publique située dans le 17e arrondissement de Paris. Elle débute au 192, avenue de Clichy et se termine au 85, rue de La Jonquière.

## Origine du nom

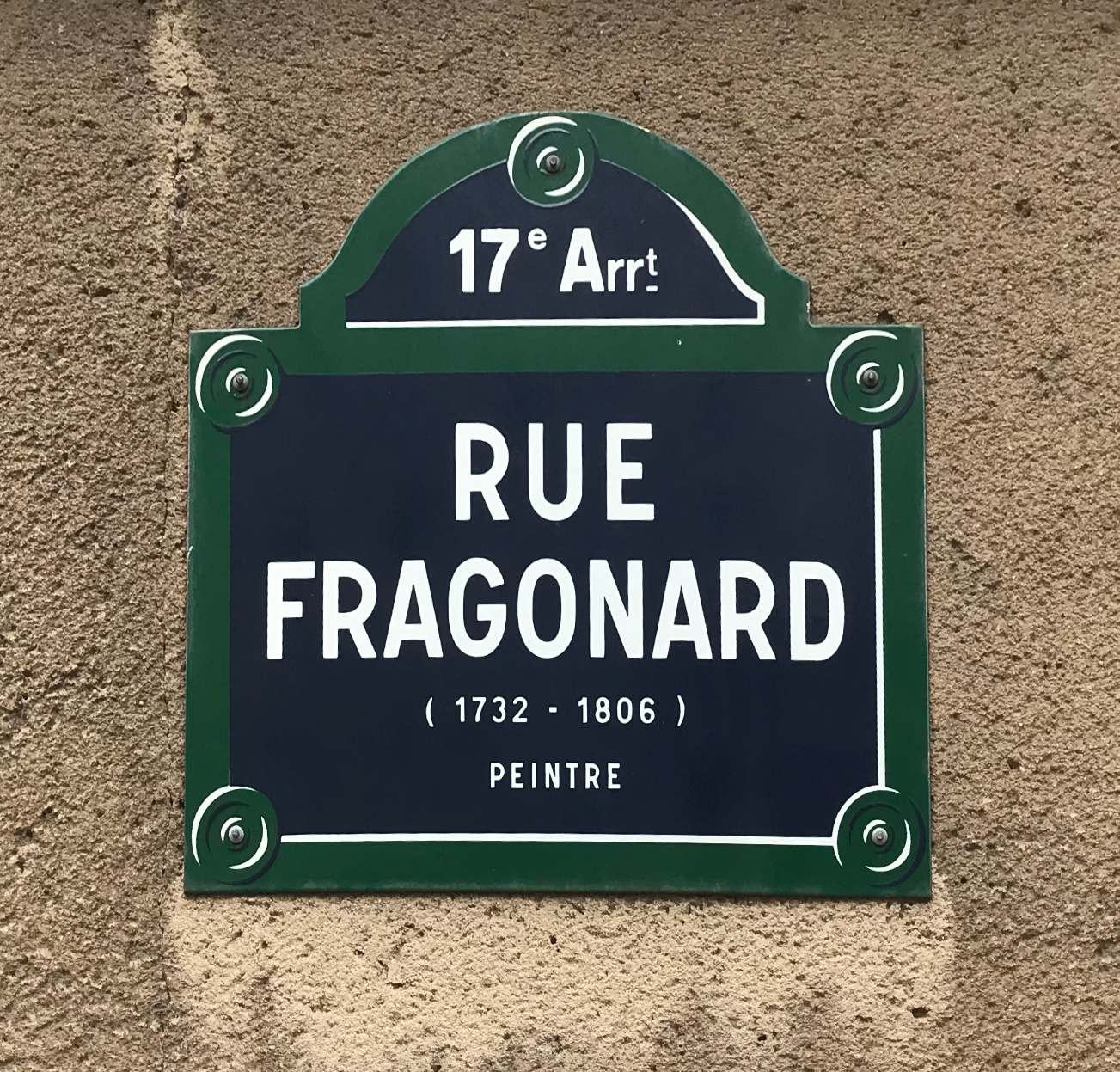
Plaque de la rue.

Elle porte le nom du peintre et graveur français Jean-Honoré Fragonard (1732-1806).

## Historique
La voie est créée par l’État en 1866, lors du raccordement des chemins de fer d'Auteuil et de Ceinture par décret ministériel du 28 avril 1866 sous le nom de « chemin latéral au chemin de fer de Ceinture ».
Elle prend sa dénomination actuelle par décret du 10 février 1875.
La rue est prolongée entre les rues Bessières et de La Jonquière sous le nom provisoire de « voie AO/17 » avant de prendre le nom de « rue Fragonard » par arrêté municipal du 20 juin 1990.